# Olivia Bergmann
Olivia Luna Bergmann Dyhr (født 23. februar 2001 i Allerød, Danmark) er en kvindelig dansk fodboldspiller, der spiller forsvarsspiller for Fortuna Hjørring i Gjensidige Kvindeligaen.
Hun har tidligere optrådt for Danmarks U/16-kvindefodboldlandshold.
I 2017 skiftede hun som 16-årig til Fortuna Hjørrings U/18-hold og rykkede sommeren 2019 op på førsteholdet.
I 2021 skiftede Olivia til FC Thy-Thisted Q fra Fortuna Hjørring. 